# Sandomierz
Sandomierz és una ciutat de Polònia a la riba del Vístula, en l'antic govern rus de Radom. Té un castell antic sobre una escarpada roca i té 27.714 habitants (2006). És la seu d'un bisbat catòlic. La seva fundació és molt remota i als seus voltants hi ha restes prehistòriques.
En els anys (962-992) el rei Miecislau I, hi construí dues esglésies. Al segle xiii fou residència dels prínceps regnants i capital del regne; el 1240 i el 1259 fou saquejada i incendiada pels tàtars.
Reconstruïda durant el regnat de Casimir III el Gran, se situà, gràcies al comerç i la indústria, en el nombre de les ciutats més importants de Polònia; però el 1655 de nou fou destruïda, aquesta vegada pels suecs.
El 1570 se celebrà en aquesta ciutat un sínode general dels dissidents de totes les confessions, que va tenir per resultat la redacció de l'acta federativa coneguda amb el nom de Consensu Sandomiriensis. A més, el 1702 es formà allà una Confederació dels partidaris del rei August contra Carles XII.
La seu de Sandomierz fou creada el 1787 i el primer bisbe en fou Adalbert Radozewski.

## Personatges il·lustres
- Jan Andrzej Morsztyn
- Andrzej Sarwa

## Galeria

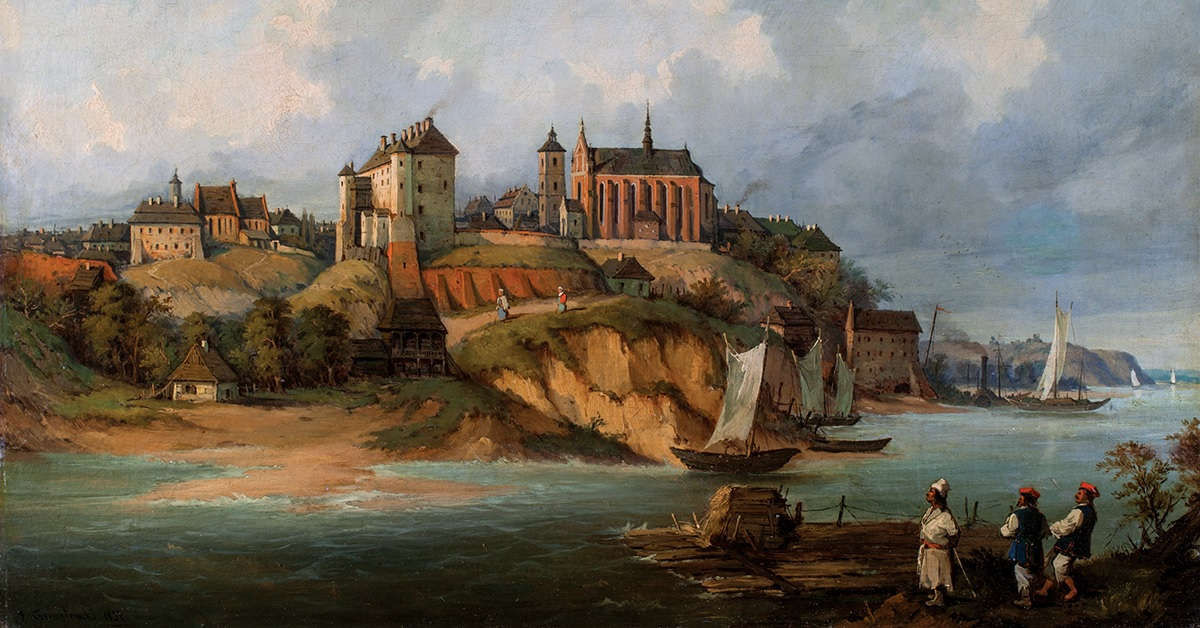
Gravat antic de Sandomierz
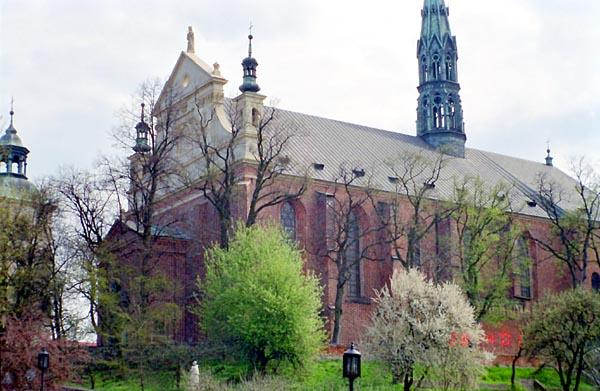
Catedral
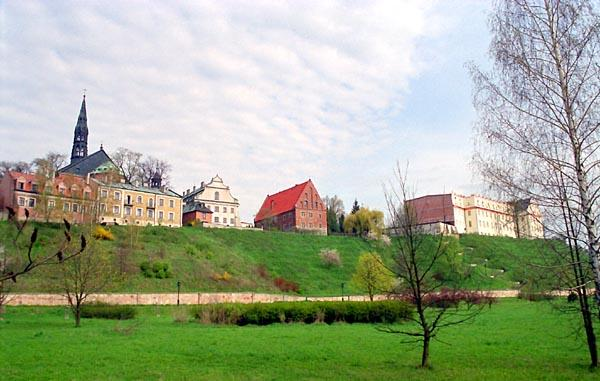
Vista parcial
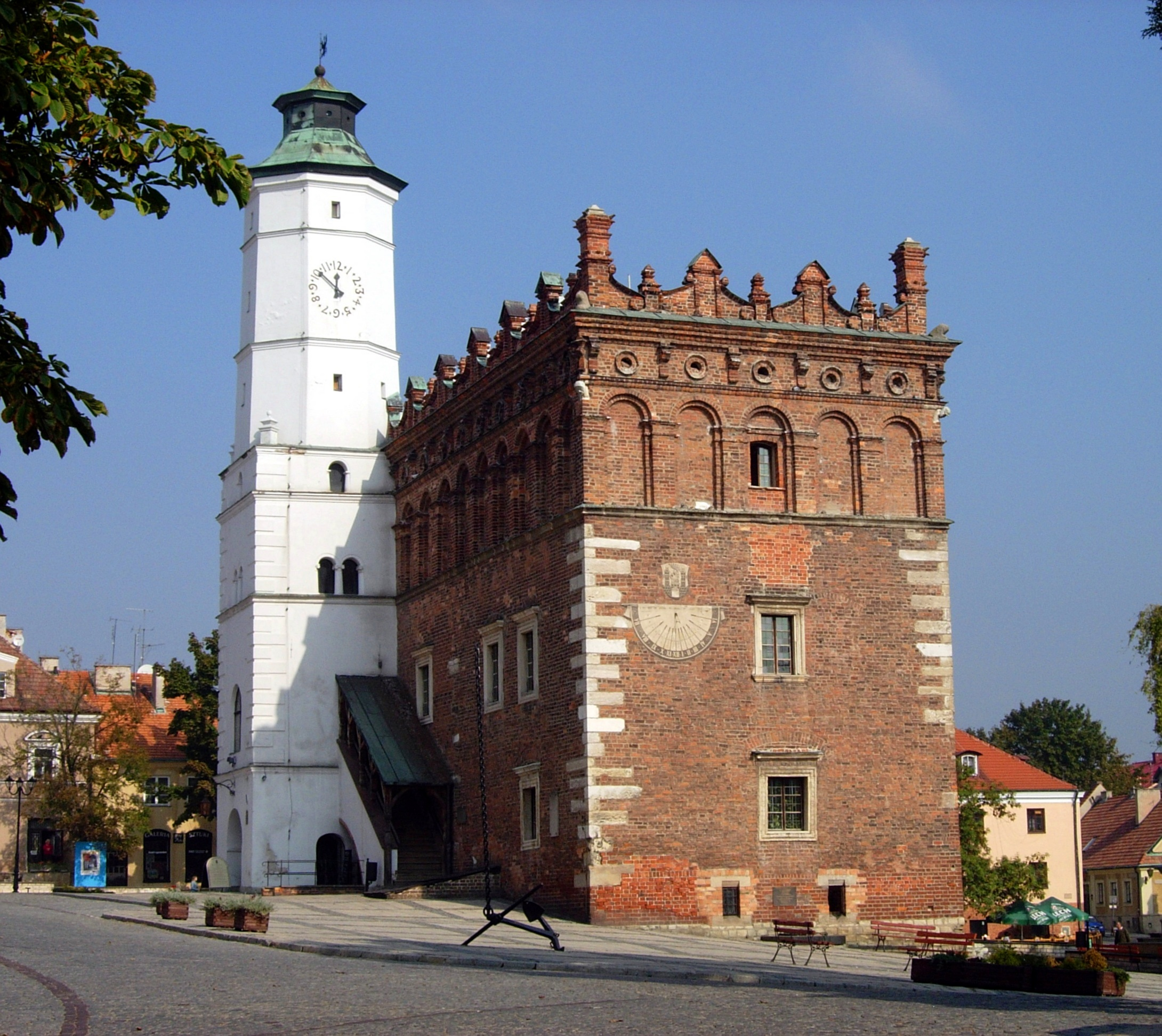
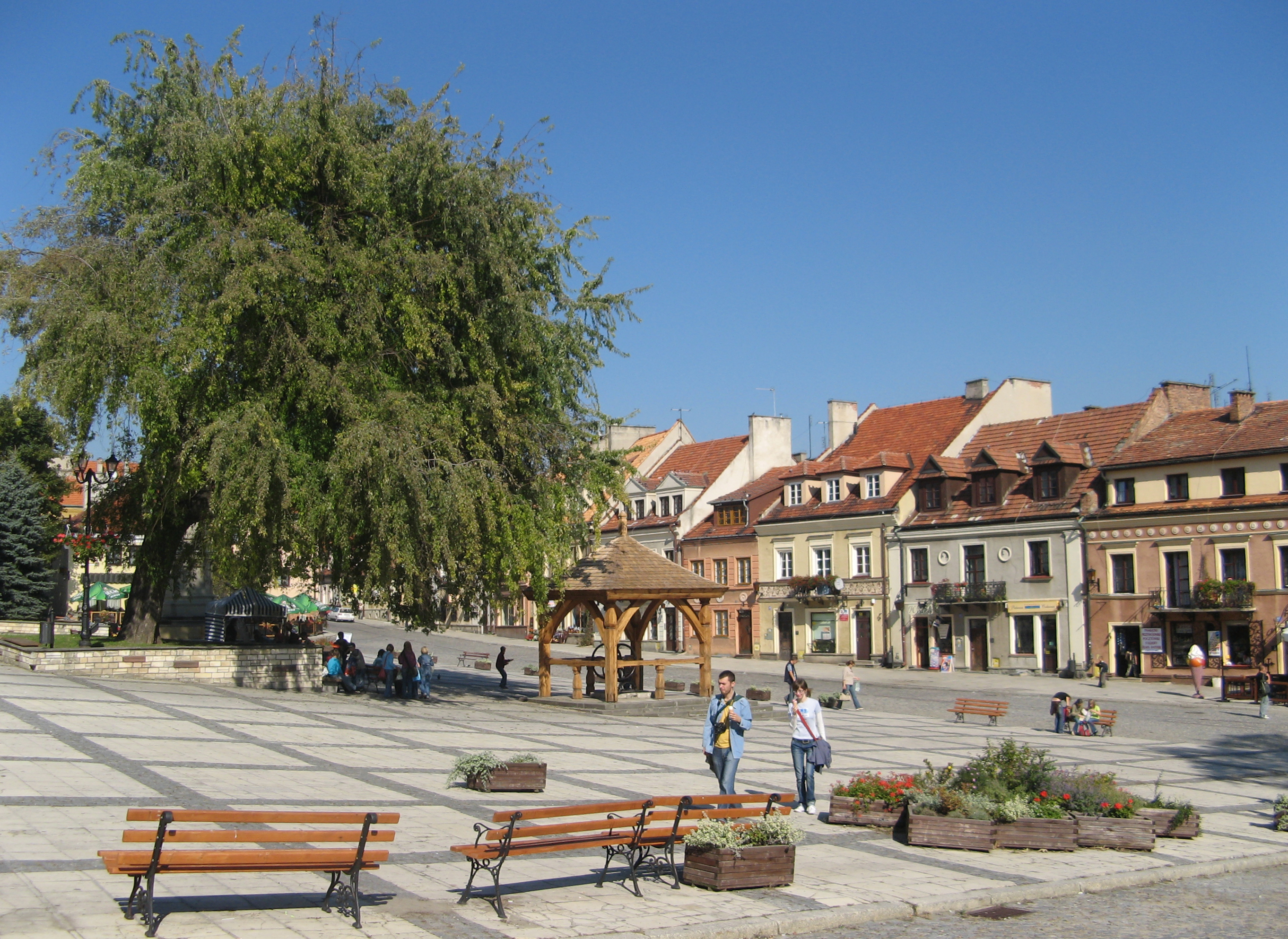